# Ewald Theodor von Scheffer
Ewald Theodor von Scheffer (* 9. Mai 1812 in Fischhausen; † 25. Januar 1898 in Nöschenrode, im Kreis Wernigerode) war preußischer Generalmajor.

## Leben

### Herkunft
Seine Eltern waren Christian Carl Ludwig von Scheffer (* 1754; † 18. Dezember 1815) und dessen Ehefrau Helene Lisette, geborene von Wienckowski. Sein Vater war Hauptmann a. D. und zuletzt im Garnisonsbataillon des 1. Infanterie-Regiments.

### Werdegang
Er kam am 1. Februar 1824 als Kadett nach Kulm, wo er am 5. September 1825 zum Gefreiten ernannt wurde. Anschließend ging er am 31. März 1826 als Kadett nach Berlin. Von dort kam er am 19. Juli 1829 als Portepeefähnrich in das 3. Infanterie-Regiment und am 19. Februar 1831 als Seconde-Lieutenant in das 37. Infanterie-Regiment. Im Jahr 1834 wurde er dann in das Lehr-Infanterie-Bataillon abkommandiert und vom 1. Oktober 1836 bis 30. Juni 1839 in die Allgemeine Kriegsschule abkommandiert. Bereits am 30. März 1839 wurde er für ein Jahr in die Kadettenanstalt nach Kulm abkommandiert, am 12. November 1840 wurde sein Kommando um ein weiteres Jahr verlängert. Am 8. Mai 1841 wurde er in Kulm zum Premier-Lieutenant befördert. Am 31. März 1846 wurde er dann in das 4. Infanterie-Regiment versetzt, am 1. Juni 1857 wurde er von dort in das 1. kombinierte Reserve-Bataillon versetzt. Am 13. Mai 1848 wurde er als Hauptmann und Kompaniechef in das 4. Infanterie-Regiment zurück versetzt. Am 9. Mai 1854 zum Major befördert, wurde er am 15. Januar 1856 als Kommandeur wieder in das 1. kombinierte Reserve-Bataillon versetzt und am 7. Februar 1857 wieder zurück. Am 15. Mai 1858 wurde er in das 4. Landwehr-Regiment versetzt, wo er Kommandeur des III. Bataillons in Graudenz wurde. Dort wurde er am 31. Mai 1859 zum Oberstleutnant befördert und am 14. Juni 1859 als Kommandeur in das mobile 5. Landwehr-Infanterie-Regiment versetzt. Im Jahr darauf wurde er am 8. Mai 1860 zum Führer des 5. kombinierten Infanterie-Regiments ernannt, aber schon am 1. Juli 1860 als Kommandeur in das 45. Infanterie-Regiment versetzt. Von dort kam er dann am 24. Juli 1861 als Kommandeur in das Grenadierregiment Nr. 3. Dort wurde er am 18. Oktober 1861 zum Oberst ernannt und am 18. Januar 1863 mit dem Roten Adlerorden 3. Klasse mit Schleife ausgezeichnet. Er bekam am 14. August 1865 seinen Abschied mit dem Charakter als Generalmajor und einer Pension. Am 12. September 1865 wurde er mit Pension zur Disposition gestellt.
Während der Mobilmachung zum Deutschen Krieg wurde er am 18. Mai 1866 zum stellvertretenden Kommandeur der 6. Infanterie-Brigade.
Bei der Mobilmachung zum Deutsch-Französischen Krieg wurde er am 18. Juli 1870 zum stellvertretenden Kommandeur der 7. Infanterie-Brigade ernannt und am 15. August 1871 von dieser Stellung entbunden. Dafür wurde er am 18. Januar 1872 mit dem Kronen-Orden 2. Klasse ausgezeichnet. Er starb am 25. Januar 1898 in Nöschenrode (Kreis Wernigerode).
Im Jahr 1847 schrieb sein Bataillonskommandeur in seiner Beurteilung: Obgleich erst seit wenigen Monaten hier beim Bataillon anwesend, hat derselbe doch schon durch Umsicht und Dienstkenntnisse sowohl wie durch Tätigkeit, Eifer und Energie Zeugnis abgelegt, daß er dem praktischen Dienst nicht entfremdet, vielmehr seiner Stellung vollkommen gewachsen ist. Hervorleuchtend erscheint derselbe an wissenschaftlicher Bildung, an regem Sinn für geistige Fortentwicklung und an ehrenhafter moralischer Gesinnung.

### Familie
Er heiratete am 4. Juli 1841 in Kulm Klara Hedwig Ernestine von Woyna (* 23. Oktober 1822; † 5. April 1900), der Tochter des Generals Johann Wilhelm von Woyna. Das Paar hatte wenigstens zwei Töchter:
- Elisabeth Mathilde Hermine Marie (* 31. August 1842; † 10. Oktober 1886) ⚭ 1858 Kurt Friedrich August von Bülow (* 10. Juni 1833; † 22. Januar 1908), Herr auf Gorki[1]
- Sophie Pauline Klara (* 11. Juli 1844; † 19. März 1914) ⚭ 1887 Kurt Friedrich August von Bülow (* 10. Juni 1833; † 22. Januar 1908)[2]